# 水川八重子
水川 八重子（みずかわ やえこ、1918年2月15日 - 1976年7月25日）は、日本の女優。本名：目黒 やゑ（旧姓：角西）。東京市浅草区（現在の東京都台東区）生まれ。夫は近衛十四郎、長男は松方弘樹、次男は目黒祐樹。孫に目黒大樹、仁科克基、仁科仁美、近衛はながいる。

## 来歴・人物
大正7年（1918年）浅草の象牙職人の娘として生まれる。
上野高等女学校（現：上野学園高等学校）卒業後の昭和10年（1935年）、大都映画に入社。同年「御存知猿飛佐助」に脇役でデビュー。以後、主に時代劇の相手役として可憐な姿を見せるようになり、売れっ子になる。
昭和14年（1939年）、軍隊帰りの近衛十四郎主演作品に助演し、その後も相手役をつとめ、昭和16年（1941年）、近衛と結婚。昭和17年（1942年）、戦時統合で大映に吸収される大都映画最後の作品となった佐伯幸三監督「宮本武蔵決戦般若坂」に武蔵にふんした近衛と共演し、退社。戦中戦後の10年間は近衛と一座を組んで地方を巡業、昭和28年（1953年）、近衛の映画カムバック以後は芸能界を引退。昭和51年（1976年）、胃がんで死去。58歳没。法名は「澍恵院釋尼淨重」。
他の出演映画に「曲斬り八天狗」「山岳悲歌・青春涙あり」「幕末剣豪陣」など。